# Homme d'Osterby
L'Homme d'Osterby est un homme des tourbières dont seul le crâne et les cheveux ont été conservés. Il a été découvert en 1948 dans une tourbière au sud-est d'Osterby, dans le Schleswig-Holstein, en Allemagne. Ses cheveux sont attachés en un nœud connu sous le nom de chignon suève. La tête est conservée au Musée Archéologique d'État au Château de Gottorf, à Schleswig.

## Découverte
La tête a été découverte le 26 mai 1948 par Otto et Max Müller, alors qu'ils coupaient de la tourbe sur les terres de leur père, à Osterby. Elle se trouvait à une profondeur de 65 à 70 cm et était enveloppée dans les restes d'une cape en peau de cerf, que Max Müller remarque dépassant de la tourbe. La découverte fut signalée au musée de Schleswig. Malgré des recherches intensives par les deux frères et d'autres, le reste du squelette n'a jamais été retrouvé.

## Description et analyse
Lors de sa découverte, le crâne était enveloppé dans les fragments d'une cape en peau de cerf.
Le crâne a été endommagé par un coup porté par un objet contondant avant d'être immergé dans la tourbière. Il est brisé en plusieurs morceaux. Les acides contenus dans la tourbière ont décalcifié l'os, ce qui a rétréci quelque peu le crâne et lui donne une couleur brune foncé. Les cheveux et les restes de cuir chevelu sont bien conservés, mais la peau et les autres tissus mous du visage ont disparu. Il y a une grande blessure sur le côté gauche de la tête, qui peut avoir été fatale : le crâne est écrasé par un coup avec un objet contondant sur une superficie d'environ 12 cm de diamètre et l'os de la tempe gauche est brisée avec des éclats pénétrant dans la zone du cerveau. Le crâne est également déformé par le poids de la tourbe au-dessus. Mais la zone du visage est généralement bien préservée. Des marques sur la deuxième vertèbre du cou montrent que la tête a été coupée. Le crâne a été stabilisé pour exposition le remplissant de gypse.
L'étude de l'os suggère qu'il appartient à un homme de 50 à 60 ans. Les cheveux sont minces et légèrement ondulés, de 28 cm de long, colorés d'un brun rougeâtre par les acides dans la tourbière, l'analyse microscopique montre que l'homme était châtain clair et avait quelques cheveux blancs.
Une nouvelle analyse en 2005 a montré que l'homme mangeait rarement de la viande, au moins au cours de sa dernière année de vie. Il mangeait des fruits de mer comme le poisson ou des moules ainsi que des huitres sauvages. En parasitologie, l'analyse des cheveux ne montre pas de poux, inhabituels pour l'époque selon Heather Catherine Gill-Robinson.

## Cape en peau
Le crâne est enveloppé dans des morceaux d'un vêtement, mesurant environ 40x53cm, constitué de pièces de cuir cousues ensemble. L'analyse microscopique suggère sur la base des poils qu'ils étaient de chevreuil. L'ouverture du col est garnie d'une bande de cuir autour d'environ 1 cm de large. Toutes les coutures sont à petits points. Certaines semblent être des réparations. Les archéologues des textiles identifient le vêtement comme une cape en peau. Des manteaux ou capes semblables ont été trouvés lors d'autres découvertes archéologiques.

## Traitement
Peter Löhr a effectué l'analyse taphonomique qui a déterminé que le crâne a diminué par son immersion dans la tourbière. Pour sa thèse de doctorat, il réalise des expériences impliquant un trempage et un séchage répété, effectuant des mesures détaillées ; à son avis, le trempage l'a fait gonfler jusqu'à ses dimensions d'origine. Les données de Löhr, montre des dents nettement rétrécies et la mâchoire inférieure complète associée au crâne, a un menton saillant. Cependant, une analyse plus récente montre que, dans sa préparation originale du crâne pour l'exposition, Karl  Schlabow a ajouté une mâchoire inférieure sans rapport.

## La tresse
Le chignon suève indique que l'homme est mort entre l'Âge du fer et la période romaine. La datation par le carbone 14 indique une date comprise entre 75 et 130. L'échantillon de cheveux utilisé a cependant été prélevé de la collection privée d'Alfred Dieck, ce qui ne peut guère être fiable /Pourquoi?/.

## Interprétation
D'autres hommes des tourbière de l'Âge du fer ont également été décapités : le corps de Dätgen Man, qui a aussi un nœud des Suèves, est retrouvé à quelques mètres de sa tête. La décapitation ainsi que la fracture du crâne indique l'exécution délibérée par plusieurs méthodes. Il est impossible de déterminer si l'homme d'Osterby s'est noyé dans la tourbière comme une punition judiciaire ou un sacrifice, ou si son corps fut déposé dans la tourbière ; mais on pense que son âge relativement avancé peut indiquer une mort honorable.